# Eleccions al Dáil Éireann de 1948

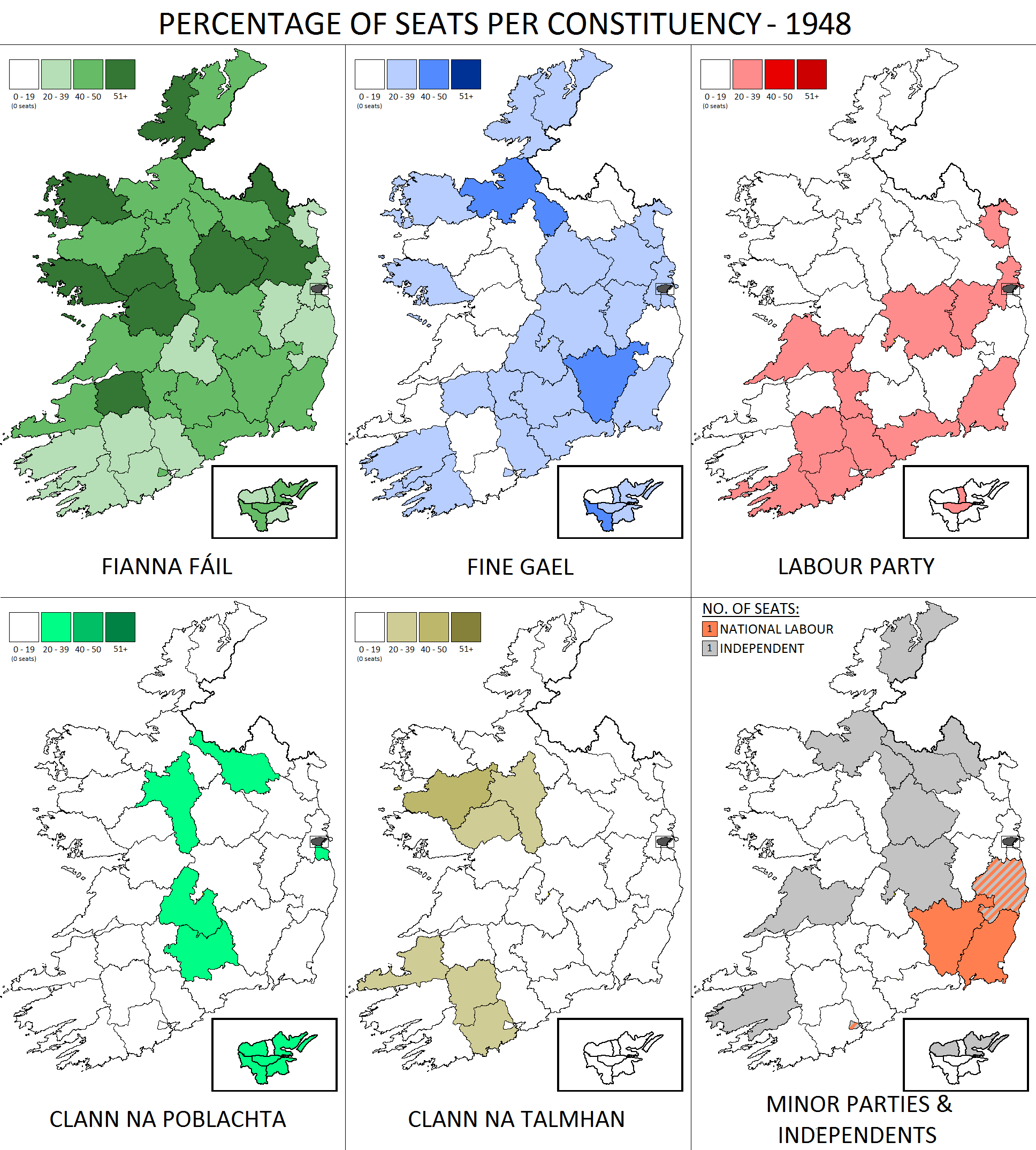
Resultats per circumscripcions i partits

Les eleccions al Dáil Éireann de 1948 es van celebrar el 4 de febrer de 1948 per a renovar els 144 diputats del Dáil Éireann. Tot i que va guanyar el Fianna Fáil, es va formar un govern de coalició entre Fine Gael, laboristes i republicans, presidit per John Aloysius Costello.

## Resultats
| Partit                    | Líder            | Vot popular | %     | Escons |
| Fianna Fáil               | Éamonn de Valera |             | 41,9% | 67     |
| Fine Gael                 | Richard Mulcahy  |             | 19,8% | 31     |
| Laborista                 | William Norton   |             | 11,3% | 14     |
| Clann na Poblachta        | Seán MacBride    |             | 13,2% | 10     |
| Clann na Talmhan          | Joseph Blowick   |             | 5,5%  | 7      |
| Partit Nacional Laborista | James Everett    |             | 3,4%  | 5      |
| Independents              |                  |             | 8,3%  | 12     |